# Гідразин
Гідрази́н — хімічна сполука із формулою N2H4. На запах подібна до аміаку, але за фізичними характеристиками схожа на воду. Зазвичай гідразин використовується як 60% водний розчин. Часто його використовують як компонент наповнюючих газових сумішей для виготовлення полімерних пін, а також як прекурсор у каталітичній полімеризації та у фармакології. Також гідразин застосовують як компоненту ракетного палива і для виготовлення газових сумішей повітряних мішків. Щорічно виробляється приблизно 260 тисяч тонн гідразину для промислового використання.

## Молекулярна структура та властивості
Гідразин можна уявити як пару молекул аміаку, якщо з кожної з них видалити по атому водню та об'єднати вакантними місцями. Кожна підгрупа H2N має пірамідальну форму. Довжина зв'язку N-N дорівнює 1,45 A (145 пм) і молекула перебуває в затіненій конформації. Ротаційний бар'єр гідразину вдвічі перевищує такий же у етану. Така структурна особливість уподібнює його до поведінки газоподібного пероксиду водню, який перебуває у скошеній антиклінальній конформації, і також набуває стану сильного ротаційного бар'єру.
Гідразин є основою, за хімічною поведінкою схожою на аміак, але слабшою в 15 разів.
N2H4 + H2O > [N2H5]+ + OH− Kb = 3,0 x 10−6
(для аміаку Kb = 1,78 x 10−5)
Константа депротонування гідразину досить мала:
[N2H5]+ + H2O > [N2H6]2+ + OH− Kb = 8,4 x 10−16

## Синтез та виробництво
Теодор Куртіус першим синтезував гідразин 1889 року непрямим шляхом.
Гідразин виробляється за технологією Оліна Рашіга з гіпохлориту натрію (активна компонента в багатьох процесах відбілювання) та аміаку, процес було заявлено 1907 року. Цей процес реалізується завдяки реакції хлораміну з аміаком.
Синтез гідразину методом Оліна Рашіга передбачає окиснення сечовини гіпохлоритом натрію:
(H2N)2C=O + NaOCl + 2 NaOH > N2H4 + H2O + NaCl + Na2CO3
Гідразин також виготовляють кількаетапним методом із ацетону, аміаку, та пероксиду водню. Ацетон та аміак спочатку вступають в реакцію з утворенням іміну, який потім взаємодіє з пероксидом водню та окислюється, утворюється тричленний цикл, який складається із атомів вуглецю, кисню та азоту. Далі відбувається процес амонолізу до утворення гідразону, у якому об'єднуються два атоми азоту. Гідразон взаємодіє із ще однією молекулою ацетону, а утворений азин після гідролізу виділяє гідразин та відновлений ацетон. На відміну від процесу Рашіга, гідразин виділяється не як сіль. Цей метод застосовується компанією «Produits Chimiques Ugine Kuhlmann», французьким виробником хімічної промисловості.
Також гідразин можна легко отримати за допомогою так званих кетазинних та пероксидних процесів.
Нещодавно було відкрито, що деякі штами дріжджових культур (Brocadia anammoxidans) у відкритому океані продукують гідразин анаеробним окисненням аміаку.

## Похідні гідразину
Відомо багато погідних гідразину (азинів), і деякі з них зустрічаються і в природі. Приклади деяких із них:
- гіромітін та агарітін є фенілгідразинами і були виявлені в комерційно вирощуваних печерицях. Гіромітін метаболізує в монометил гідразин.
- Ізоніазид, іпроніазид, гідралазин та фенелзин є гідразинвмісними медичними препаратами.
- 1,1-диметилгідразин та 1,2-диметилгідразин є гідразинами, в яких два атоми водню замінено на метильні групи.
- 2,4-Динітрофенілгідразин зазвичай застосовується для визначення кетонів та альдегідів в органічній хімії.
- фенілгідразин, C6H5NHNH2, перший відкритий гідразин.

## Застосування
Найпоширенішим є застосування гідразину як прекурсора для піноутворюючих агентів. Специфічні сполуки, які містять азодикарбонамід та азобіс(ізобутиронітрил), утворюють 100–200 мл газу на грам прекурсора. У подібних випадках використовують нітрит натрію як газоутворюючий реагент для повітряних мішків, його виготовляють із гідразину шляхом взаємодії з нітритом натрію.
Гідразин також застосовують у реактивних двигунах космічних апаратів та супутників для маневрів у відкритому космосі і коригувань орбіти.

### Органічна хімія
Гідразин є компонентом багатьох органічних синтезів як відновлюючий реагент, і як основа для побудови скелету подальших сполук. Досить часто ці синтези мають значну роль у фармакології, для виготовлення протитуберкульозних (ізоніазид) та протигрибкових (флюконазол) препаратів, також у текстильній промисловості як барвники та у фотографії.

### Утворення гідразинів
Конденсацію гідразину із простими карбонілами можна проілюструвати на прикладі реакції з ацетоном, в результаті якої утворюється диізопропіліден-гідразин. Подальша взаємодія із гідразином призводить до утворення гідразонів.
2(CH3)2CO + N2H4 > 2H2O + [(CH3)2C=N]2
[(CH3)2C=N]2 + N2H4 > 2 (CH3)2C=NNH2
Пропанон азин є проміжним продуктом у синтезі Атофіна-PCUK. Алкілювання гідразинів алкілгалогенідами в присутності основ призводить до утворення алкілвмісних гідразинів, але реакція як правило неефективна через складність контролю процесу на рівні заміщення (аналогічно до звичайних амінів). Відновлення гідразонів до гідразинів є простим шляхом для добування чистих 1,1-диалкілгідразинів.
В подібній реакції, 2-ціанопіридини взаємодіють із гідразинами та утворюють аміди гідразидів, як в подальшому взаємодіють із 1,2-дикетонами до утворення тріазинів.

### Відновлення за Кіжнером—Вольфом
Гідразин також використовується у відновленні за Кіжнером—Вольфом, у реакції карбонільної групи кетонів чи альдегідів перетворюється на метиленову (чи метильну) групу за допомогою гідразинового інтермедіату. Утворення високостабільного діазопохідного із гідразинових похідних допомагає керувати реакцією.

### Гетероциклічна хімія
Являючи собою біфункціональну похідну із двома аміногрупами, гідразин є ключовим елементом для побудови багатьох гетероциклічних сполук шляхом конденсації в цикли із біфункціональними електрофілами. Так із 2,4-пентадіоном, який конденсуючись утворює 3,5-диметилпіразол. У реакції Ейнхорн—Брунера гідразини взаємодіють з імідами до утворення тріазолів.

### Сульфонація
Як сильний нуклеофіл, N2H4 може взаємодіяти із сульфоніл галідами та ацил галідами. Тозилгідразини також утворюються із гідразонів шляхом нагрівання із карбонілами.

### Зняття захисту фталімідів
Гідразин можна використовувати для звільнення N-алкільованих фталімідних похідних. Ця реакція розриву супроводжується утворенням фталімідного аніона, який у подальшому можна використовувати в синтезі Габріеля.

### Відновлюючий реагент
Гідразин є зручним відновлюючим реагентом, тому що продуктами реакції є звичайні азот та вода. Таким чином його можна використовувати як антиоксидант, як поглинач кисню, та як інгібітор корозії. Також його застосовують для відновлення солей та оксидів металів до вільних металів під час гальванічного нікелювання металевих поверхонь та добування плутонію екстракцією з відходів ядерних реакторів.

### Солі гідразину
Гідразин утворює тверді солі із мінеральними кислотами. Загальний вигляд солі гідрогенсульфату гідразину: [N2H5]HSO4. Сіль гідразину та азидної кислоти N5H5(структурно: [N2H5]+ [N3]-) є цікавою для науковців, завдяки високому вмісту азоту та її вибуховим властивостям. Вона розкладається з вибухом, утворюючи гідразин, аміак та азот:
12N5H5 → 3N2H4 + 16NH3 + 19N2

### Інше промислове застосування
Гідразин застосовується в багатьох процесах, зокрема: у виробництві поліуретанових волокон, як каталізатор полімеризації; в паливних елементах, припоях, флюсах; та у фотографії як проявника. Крім того, у напівпровідниковій промисловості продемонстровано виготовлення тонкоплівкових транзисторів застосовуючи гідразинове співосадження, що може слугувати виробництву рідкокристалічних дисплеїв. Вибухонебезпечний астроліт виготовляється змішуванням гідразину з нітратом амонію.
Гідразин у минулому застосовувався як антиокислювач у водонагрівних системах. Проте враховуючи його токсичність та деякі інші небажані наслідки, такі як прискорення темпів корозії, таке застосування не набуло поширення.

### Ракетне паливо
Вперше гідразин застосували як ракетне паливо під час Другої Світової війни для Messerschmitt Me 163B (перший літак на реактивній тязі), із назвою B-Stoff (гідразин гідрат). В суміші з метанолом — (M-Stoff) та водою називався C-Stoff.
Гідразин використовується в малопотужних однокомпонентних кермових двигунах космічних апаратів, а також у СпейсШатлах для допоміжних силових агрегатів. Крім того однокомпонентні гідразинові палива застосовуються в ракетних двигунах спускних апаратів.  Виготовлені за такою схемою двигуни було використано в обох програмах Вікінгах, а також на Феніксі (2007).
У всіх гідразинових двигунах реакція відбувається за участю каталізаторів, таких як:
- металевий іридій, тонко розпилений на поверхнево-активованому глиноземі (оксид алюмінію) чи вуглецевих нанотрубках[14]
- нітрид молібдену на глиноземі[15],

які сприяють диспропорціонуванню гідразину на аміак, азот, та водень за нижченаведеними реакціями:
1. 3N2H4 > 4NH3 + N2
2. N2H4 > N2 + 2H2
3. 4NH3 + N2H4 > 3N2 + 8H2

Ці реакції надзвичайно екзотермічні (каталізатор камери може нагріватися до 800 °C за лічені мілісекунди), а в результаті утворюються великі обсяги гарячих газів із невеликої кількості рідкого гідразину, що робить цей тип двигунів вельми ефективним.
Як ракетне паливо застосовують також похідні гідразину: монометилгідразин, CH3NHNH2 та несиметричний диметилгідразин, (CH3)2NNH2. Ці похідні застосовують як складову двокомпонентних ракетних палив, часто разом із гемітетраоксидом азоту (N2O4). Реакція між ними є дуже екзотермічною, як і будь-яка, що застосовується в ракетній техніці, а ще вона самоспалахуюча, тобто для її початку не потрібне запалювання.

### Паливні елементи
Італійська компанія виробництва каталізаторів Acta запропонувала використовувати гідразин як альтернативу водню в паливних елементах. Перш за все перевага використання гідразину полягає в тому, що він може виробляти на 200 мВт/см³ більше, ніж аналогічний водневий без необхідності застосування дорогих платинових каталізаторів. Гідразин за кімнатної температури перебуває в рідкому стані, що дозволяє зберігати його з меншими витратами (порівняно з воднем). Під час тривалого зберігання в повністю заповнених резервуарах гідразин взаємодіє із вуглекислим газом утворюючи карбонільний зв'язок і в результаті випадає неактивний осад гідразону. Але внаслідок промивки цистерн теплою водою гідразин знову вивільняється в рідкій формі. У гідразину вища ЕРС, яка становить 1,56 В; в порівнянні із 1,23 В для водню. Гідразин розкладається на атоми азоту (які потім швидко комбінуються і утворюють молекули азоту) та водню, які взаємодіють із киснем, утворюючи воду.
Гідразин застосовується в паливних елементах виготовлених Allis-Chalmers Corp., яка забезпечує джерелами живлення космічні супутники починаючи з 1960-го року.

## Заходи безпеки
Гідразин — токсична та нестійка речовина, особливо в безводній формі.
Короткотривалий вплив гідразину може призводити до подразнення очей, носа та горла, запаморочення, головного болю, нудоти, легеневих набряків та коми в людей. За тривалого впливу також завдається шкода печінці, ниркам, центральній нервовій системі. В рідкому вигляді теж є небезпечним, і при контакті зі шкірою людей та тварин призводить до дерматитів. Аналогічні наслідки для легень, печінки, селезінки, та щитоподібної залози спостерігалися під час тривалого впливу на тварин шляхом інгаляції. Також спостерігалося збільшення випадків ракових пухлин.
Граничні тести низьких концентрацій гідразину в фармакологічній промисловості свідчать про його низькі значення ГДК.